# Planell de les Encortades
El Planell de les Encortades, és una plana de muntanya del terme municipal de Tremp, a l'antic terme de Fígols de Tremp, que s'estén fins a entrar, en el seu extrem oriental, en terme de Castell de Mur, a l'antic terme de Mur, al Pallars Jussà.
És situat al sud-est de Puigverd, a prop de la Casa Blanca, a la capçalera de la llau dels Mallols, la de les Encortades i el barranc de la Font de Borrell.